# Бергдёльмо, Андре
Андре Бергдёльмо (норв. André Bergdølmo; род. 13 октября 1971[…], Осло) — норвежский футболист и тренер. Является главным тренером женского клуба ЛСК.

## Биография

### Клубная карьера
Андре Бергдёльмо начал свою карьеру в футбольном клубе «Скеттен СК». В 1991 году Андре перешёл в клуб «Лиллестрём». В «Лиллестрёме» Андре выступал в течение пяти лет, отыграв за это время 115 матчей и забив 9 мячей. В 1997 году Бергдёльмо стал игроком сильнейшего клуба Норвегии, «Русенборга». В своём первом же сезоне Андре провёл 23 матча и забил 1 гол, а также стал чемпионом Норвегии. Бергдёльмо ещё дважды завоёвывал чемпионский титул с «Русенборгом» в 1998 и 1999 году, а также и один кубок Норвегии в 1999 году.
В 2000 году Андре покинул Норвегию и перешёл в нидерландский «Аякс» из Амстердама, с которым подписал контракт на четыре года. Сначала Андре выступал в «Аяксе» на позиции центрального защитника, но в коре был переведён на левый фланг обороны. В своём первом сезоне Бергдёльмо провёл 18 матчей. Сезон 2001/02 стал для Андре одним из самых лучших. Бергдёльмо в паре с защитником Кристианом Киву отлично проводил сезон, своей игрой Бергдёльмо заслужил звание вице-капитана «Аякса», а 3 марта 2002 года в матче против «Фейеноорда» Андре забил 5000 гол «Аякса» в официальных матчах, всего за сезон Андре забил 5 мячей в 32 матчах, а также стал чемпионом Нидерландов и обладателем кубка Нидерландов 2002 года. В своё м последнем за «Аякс» сезоне, Андре провёл 16 матчей и забил 1 гол.
7 августа 2003 году Бергдёльмо перешёл в немецкую «Боруссию» из Дортмунда, хотя Андре мог перейти и в английский «Портсмут», но предложение клуба из Германии было более выгодным. В составе дортмундской «Боруссии» Андре выступал в течение двух сезонов, за это время он провёл 28 матчей. В 2005 году Бергдёльмо покинул «Боруссию» так и не выиграв с клубом ни одного титула.
Позже Андре отправился в Данию, где подписал контракт с клубом «Копенгаген». Свой первый матч за «Копенгаген» Андре провёл 31 июля 2005 года в матче против «Нордсьелланда». В 2005 году Андре выиграл первый турнир в составе «Копенгагена», им стал турнир Королевская Лига, который проходил впервые. В финальном матче в серии пенальти «Копенгаген» победил шведский «Гётеборг» со счётом 12:11. В 2006 году стал чемпионом Дании и победителем Королевской Лиги. 26 сентября 2006 года в матче группового турнира Лиги Чемпионов против шотландского «Селтика» Андре провёл свой последний матч за «Копенгаген», всего Бергдёльмо провёл за клуб 33 матча и забил 3 мяча.
15 марта 2007 года Бергдёльмо подписал двухлетний контракт с норвежским клубом «Стрёмсгодсет», его новый клуб заплатил за него «Копенгагену» порядка 50 тысяч евро. Его дебют состоялся 9 апреля 2007 года в матче против клуба «Одд Гренланд». В конце 2008 года Андре завершил свою профессиональную карьеру, но с 2009 года Бергдёльмо стал выступать за непрофессиональный клуб седьмого дивизиона Норвегии «Сёрум». Помимо этого Бергдёльмо является тренером ассистентом в своём бывшем клубе «Лиллестрём».

### Карьера в сборной
В национальной сборной Норвегии Андре дебютировал 18 января 1997 года в возрасте 25 лет. В 2000 году Андре принимал участие на чемпионате Европы 2000, на котором его сборная не смогла выйти из группы. За 9 лет выступлений за сборную Андре провёл 63 матча.

## Статистика

### Матчи Бергдёльмо за сборную Норвегии
| Матчи Бергдёльмо за сборную Норвегии | Матчи Бергдёльмо за сборную Норвегии | Матчи Бергдёльмо за сборную Норвегии | Матчи Бергдёльмо за сборную Норвегии | Матчи Бергдёльмо за сборную Норвегии | Матчи Бергдёльмо за сборную Норвегии |
| ------------------------------------ | ------------------------------------ | ------------------------------------ | ------------------------------------ | ------------------------------------ | ------------------------------------ |
| №                                    | Дата                                 | Соперник                             | Счёт                                 | Голы Бергдёльмо                      | Соревнование                         |
| 1                                    | 18 января 1997                       | Республика Корея                     | 0:1                                  | —                                    | Товарищеский матч                    |
| 2                                    | 22 января 1997                       | Новая Зеландия                       | 3:0                                  | —                                    | Товарищеский матч                    |
| 3                                    | 25 января 1997                       | Австралия                            | 0:1                                  | —                                    | Товарищеский матч                    |
| 4                                    | 18 ноября 1998                       | Египет                               | 1:1                                  | —                                    | Товарищеский матч                    |
| 5                                    | 20 января 1999                       | Израиль                              | 1:0                                  | —                                    | Товарищеский матч                    |
| 6                                    | 22 января 1999                       | Эстония                              | 3:3                                  | —                                    | Товарищеский матч                    |
| 7                                    | 10 февраля 1999                      | Италия                               | 0:0                                  | —                                    | Товарищеский матч                    |
| 8                                    | 27 марта 1999                        | Греция                               | 2:0                                  | —                                    | Чемпионат Европы 2000 (отбор)        |
| 9                                    | 28 апреля 1999                       | Грузия                               | 4:1                                  | —                                    | Чемпионат Европы 2000 (отбор)        |
| 10                                   | 20 мая 1999                          | Ямайка                               | 6:0                                  | —                                    | Товарищеский матч                    |
| 11                                   | 30 мая 1999                          | Грузия                               | 1:0                                  | —                                    | Чемпионат Европы 2000 (отбор)        |
| 12                                   | 5 июня 1999                          | Албания                              | 2:1                                  | —                                    | Чемпионат Европы 2000 (отбор)        |
| 13                                   | 18 августа 1999                      | Литва                                | 1:0                                  | —                                    | Товарищеский матч                    |
| 14                                   | 4 сентября 1999                      | Греция                               | 1:0                                  | —                                    | Чемпионат Европы 2000 (отбор)        |
| 15                                   | 8 сентября 1999                      | Словения                             | 4:0                                  | —                                    | Чемпионат Европы 2000 (отбор)        |
| 16                                   | 9 октября 1999                       | Латвия                               | 2:1                                  | —                                    | Чемпионат Европы 2000 (отбор)        |
| 17                                   | 14 ноября 1999                       | Германия                             | 0:1                                  | —                                    | Товарищеский матч                    |
| 18                                   | 2 февраля 2000                       | Дания                                | 4:2                                  | —                                    | Чемпионат Северной Европы 2000—2001  |
| 19                                   | 4 февраля 2000                       | Швеция                               | 1:1                                  | —                                    | Чемпионат Северной Европы 2000—2001  |
| 20                                   | 23 февраля 2000                      | Турция                               | 2:0                                  | —                                    | Товарищеский матч                    |
| 21                                   | 29 марта 2000                        | Швейцария                            | 2:2                                  | —                                    | Товарищеский матч                    |
| 22                                   | 26 апреля 2000                       | Бельгия                              | 0:2                                  | —                                    | Товарищеский матч                    |
| 23                                   | 27 мая 2000                          | Словакия                             | 2:0                                  | —                                    | Товарищеский матч                    |
| 24                                   | 3 июня 2000                          | Италия                               | 1:0                                  | —                                    | Товарищеский матч                    |
| 25                                   | 13 июня 2000                         | Испания                              | 1:0                                  | —                                    | Чемпионат Европы 2000                |
| 26                                   | 18 июня 2000                         | Югославия                            | 0:1                                  | —                                    | Чемпионат Европы 2000                |
| 27                                   | 21 июня 2000                         | Словения                             | 0:0                                  | —                                    | Чемпионат Европы 2000                |
| 28                                   | 16 августа 2000                      | Финляндия                            | 1:3                                  | —                                    | Чемпионат Северной Европы 2000—2001  |
| 29                                   | 2 сентября 2000                      | Армения                              | 0:0                                  | —                                    | Чемпионат мира 2002 (отбор)          |
| 30                                   | 11 октября 2000                      | Украина                              | 0:1                                  | —                                    | Чемпионат мира 2002 (отбор)          |
| 31                                   | 28 февраля 2001                      | Северная Ирландия                    | 4:0                                  | —                                    | Товарищеский матч                    |
| 32                                   | 24 марта 2001                        | Польша                               | 2:3                                  | —                                    | Чемпионат мира 2002 (отбор)          |
| 33                                   | 28 марта 2001                        | Беларусь                             | 1:2                                  | —                                    | Чемпионат мира 2002 (отбор)          |
| 34                                   | 25 апреля 2001                       | Болгария                             | 2:1                                  | —                                    | Товарищеский матч                    |
| 35                                   | 1 сентября 2001                      | Польша                               | 0:3                                  | —                                    | Чемпионат мира 2002 (отбор)          |
| 36                                   | 6 октября 2001                       | Армения                              | 4:1                                  | —                                    | Чемпионат мира 2002 (отбор)          |
| 37                                   | 13 февраля 2002                      | Бельгия                              | 0:1                                  | —                                    | Товарищеский матч                    |
| 38                                   | 17 апреля 2002                       | Швеция                               | 0:0                                  | —                                    | Товарищеский матч                    |
| 39                                   | 14 мая 2002                          | Япония                               | 3:0                                  | —                                    | Товарищеский матч                    |
| 40                                   | 22 мая 2002                          | Исландия                             | 1:1                                  | —                                    | Товарищеский матч                    |
| 41                                   | 7 сентября 2002                      | Дания                                | 2:2                                  | —                                    | Чемпионат Европы 2004 (отбор)        |
| 42                                   | 12 октября 2002                      | Румыния                              | 1:0                                  | —                                    | Чемпионат Европы 2004 (отбор)        |
| 43                                   | 16 октября 2002                      | Босния и Герцеговина                 | 2:0                                  | —                                    | Чемпионат Европы 2004 (отбор)        |
| 44                                   | 20 ноября 2002                       | Австрия                              | 1:0                                  | —                                    | Товарищеский матч                    |
| 45                                   | 2 апреля 2003                        | Люксембург                           | 2:0                                  | —                                    | Чемпионат Европы 2004 (отбор)        |
| 46                                   | 30 апреля 2003                       | Ирландия                             | 0:1                                  | —                                    | Товарищеский матч                    |
| 47                                   | 7 июня 2003                          | Дания                                | 0:1                                  | —                                    | Чемпионат Европы 2004 (отбор)        |
| 48                                   | 11 июня 2003                         | Румыния                              | 1:1                                  | —                                    | Чемпионат Европы 2004 (отбор)        |
| 49                                   | 20 августа 2003                      | Шотландия                            | 0:0                                  | —                                    | Товарищеский матч                    |
| 50                                   | 6 сентября 2003                      | Босния и Герцеговина                 | 0:1                                  | —                                    | Чемпионат Европы 2004 (отбор)        |
| 51                                   | 27 мая 2004                          | Уэльс                                | 0:0                                  | —                                    | Товарищеский матч                    |
| 52                                   | 9 октября 2004                       | Шотландия                            | 1:0                                  | —                                    | Чемпионат мира 2006 (отбор)          |
| 53                                   | 13 октября 2004                      | Словения                             | 3:0                                  | —                                    | Чемпионат мира 2006 (отбор)          |
| 54                                   | 9 февраля 2005                       | Мальта                               | 3:0                                  | —                                    | Товарищеский матч                    |
| 55                                   | 30 марта 2005                        | Молдова                              | 0:0                                  | —                                    | Чемпионат мира 2006 (отбор)          |
| 56                                   | 20 апреля 2005                       | Эстония                              | 2:1                                  | —                                    | Товарищеский матч                    |
| 57                                   | 24 мая 2005                          | Коста-Рика                           | 1:0                                  | —                                    | Товарищеский матч                    |
| 58                                   | 4 июня 2005                          | Италия                               | 0:0                                  | —                                    | Чемпионат мира 2006 (отбор)          |
| 59                                   | 17 августа 2005                      | Швейцария                            | 0:2                                  | —                                    | Товарищеский матч                    |
| 60                                   | 3 сентября 2005                      | Словения                             | 3:2                                  | —                                    | Чемпионат мира 2006 (отбор)          |
| 61                                   | 7 сентября 2005                      | Шотландия                            | 1:2                                  | —                                    | Чемпионат мира 2006 (отбор)          |
| 62                                   | 8 октября 2005                       | Молдова                              | 1:0                                  | —                                    | Чемпионат мира 2006 (отбор)          |
| 63                                   | 12 ноября 2005                       | Чехия                                | 0:1                                  | —                                    | Чемпионат мира 2006 (отбор)          |

Итого: 63 матча / 0 голов; 31 победа, 15 ничьих, 17 поражений.

## Достижения
Клубные:
- Чемпион Норвегии: 1997, 1998, 1999, 2000
- Обладатель кубка Норвегии: 1999
- Чемпион Нидерландов: 2002
- Обладатель кубка Нидерландов: 2002
- Обладатель суперкубка Нидерландов: 2002
- Чемпион Дании: 2005/06
- Чемпион Королевской лиги: 2005, 2006

Личные:
- Лучший игрок сборной Норвегии: 2002